# Luís Filipe Menezes
Luís Filipe de Menezes Lopes (ur. 2 listopada 1953 w Ovar) – portugalski polityk, lekarz pediatra i samorządowiec, poseł do Zgromadzenia Republiki, przewodniczący Partii Socjaldemokratycznej od 2007 do 2008.

## Życiorys
Ukończył w 1977 studia z zakresu medycyny i chirurgii na Uniwersytecie w Porto. Specjalizował się w zakresie pediatrii, podejmując praktykę w zawodzie lekarza.
Od połowy lat 70. zaangażowany w działalność polityczną, początkowo w socjaldemokratycznej młodzieżówce JSD, następnie w Partii Socjaldemokratycznej, zasiadając we władzach krajowych tego ugrupowania. W 1983 był wiceministrem edukacji, następnie do 1984 kierował gabinetem politycznym sekretarza stanu odpowiedzialnego za szkolnictwo wyższe. W 1987, 1991 i 1995 uzyskiwał mandat deputowanego do Zgromadzenia Republiki. Od 1991 do 1995 zajmował stanowisko sekretarza stanu ds. parlamentarnych w rządzie, którym kierował Aníbal Cavaco Silva. W 1997 został wybrany na burmistrza miasta Vila Nova de Gaia, stanowisko to zajmował do 2013.
W 2005 po raz pierwszy starał się o stanowisko przewodniczącego Partii Socjaldemokratycznej, przegrał wówczas z Luísem Marquesem Mendesem. Pokonał go 28 września 2007 w bezpośrednich wewnątrzpartyjnych, otrzymując 53,6% głosów wśród członków PSD. Zarządzał swoim ugrupowaniem przez około osiem miesięcy. 31 maja 2008 zastąpiła go Manuela Ferreira Leite. Był później członkiem Rady Państwa, organu doradczego przy prezydencie.
W 2013 ubiegał się o urząd burmistrza Porto, zajmując trzecie miejsce. Został wybrany do miejskiej egzekutywy, jednak zrezygnował z tego stanowiska.